# باونتی

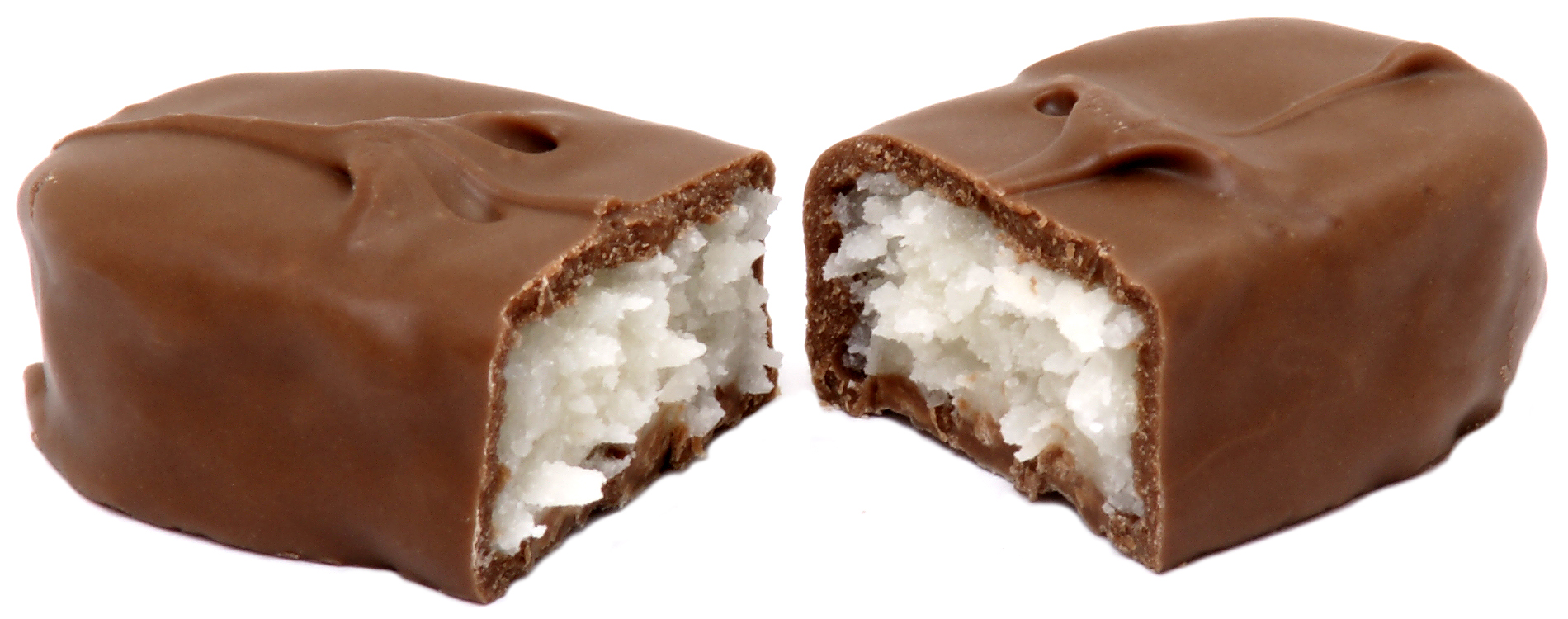

باونتی (به انگلیسی: Bounty) نام تجاری شیرینی ساخته شده توسط شرکت مارس می‌باشد، که شامل پودر نارگیل ترکیب شده با شیر عسلی می‌باشد و از لایه‌ای مرکب از شکلات و شیر پوشیده شده‌است.
در هر بسته از این محصول دو قطعه شکلات قرار گرفته. بسته‌بندی آبی رنگ با شکلات شیری و بسته‌بندی قرمز رنگ با شکلات تلخ شکلات پوشانی شده است.